# Derek Minor
Derek Johnson, Jr., conocido por su nombre artístico Derek Minor, anteriormente, PRo, (nacido el 16 de diciembre de 1984) es un artista, productor discográfico, empresario, actor y guionista cristiano estadounidense de hip hop. Cofundó el sello discográfico de hip-hop Reflection Music Group (RMG) con Doc Watson, y firmó con Reach Records en una empresa conjunta entre los dos sellos en 2011. En 2012, Johnson anunció que había cambiado su nombre artístico de Pro a Derek Minor. En 2014, anunció que como su contrato de dos álbumes con Reach se había completado, ya no publicaría lanzamientos a través de ese sello.
Es miembro fundador del grupo de hip-hop R.M.G. en Reflection, y también es miembro del colectivo Reach hip-hop 116 Clique. Johnson ha lanzado seis álbumes de estudio y seis mixtapes como solista, así como un álbum de estudio, cada uno con los grupos R.M.G. y 116 Clique. Su segundo álbum de estudio, Redemption, se ubicó en el número 8 en la lista Billboard Gospel y en el número 31 en la lista Billboard Top Christian. Su tercer álbum de estudio, Dying to Live, debutó en el #66 en el Billboard 200, en el #1 en la lista de Top Christian, en el #2 en la lista de álbumes de gospel, en el #7 en la lista de álbumes independientes principales y en el #11 en la lista de Top Rap. Su cuarto álbum, Minorville, lanzado en 2013 debutó en el #5 en la lista de álbumes de rap de Billboard y en el #7 en la lista de Top Christian. Se asoció con Entertainment One para lanzar su quinto álbum, Empire, que debutó en el número 6 en la lista Billboard Rap Albums y en el número 1 en la lista Top Christian. Su sexto álbum, Reflection, entró en la lista Billboard Rap Albums en el #5 y en la lista Top Christian en el #7. El sencillo "Reflection the World" de Reflection con Hollyn alcanzó el #1 en la lista Hot Christian de Billboard.
El trabajo de Johnson en cine y televisión incluye la serie web de tres partes "Dying to Live" y los cortometrajes documentales Redemption y Welcome to the Family Documentary. Johnson también apareció como el personaje principal en el videojuego Altered Pro, lanzado bajo Reach Records.

## Vida y carrera

### Inicios
Derek Johnson, Jr. Nació en Pontiac, Míchigan el 16 de diciembre de 1984, pero en una edad joven se trasladó a Tennessee Medio con su madre. Su relación con su padre biológico era distante, y su relación con su padrastro se volvió cada vez más tensa. Además, el padrastro de Johnson consumía drogas, mientras que su madre era una cristiana estricta y devota con un horario de trabajo riguroso y una vida hogareña. Johnson decidió ayudar a su madre enriqueciéndose a través de la educación o la música.
Johnson había crecido con la música, mientras tocaban canciones gospel en su casa y su madre estaba en el coro y cantaba por la ciudad. El padre de Johnson, un músico de jazz, le inspiró a entrar en la música. Cuando Johnson tenía 12 años, visitó a su padre en el verano y comenzó a rapear sobre Dios y la adolescencia, con su padre produciendo ritmos con un Ensoniq ASR-10. Johnson también fue presentado a DJ Quik ese verano y se fue a casa con montones de cintas.
Después de visitar la Middle State State University a los 15 años, Johnson decidió inscribirse en el programa de música allí y hacer realidad sus ambiciones. Su madre lo ayudó comprándole equipo de producción, y cuando ingresó a la universidad, Johnson estaba en un dúo de rap y consiguió un trabajo para pagar el tiempo de estudio. Se graduó en 2006 con una licenciatura en Administración de la Industria de Grabación. Johnson recuerda que antes de cumplir 21 años usó una litera como soporte de micrófono y firmó un contrato discográfico con un sello independiente. Mientras estaba en la etiqueta, lanzó un mixtape, pero la compañía se retiró y su vida empeoró. Expulsado de su estricto entorno familiar, Johnson se rebeló. Persiguió la música, las mujeres y el dinero hasta que "la temporada de la muerte" sacudió su vida. En poco tiempo, Johnson perdió a su abuelo, abuela y madrina. Esta pérdida provocó una comprensión de la naturaleza fugaz de la vida, y Johnson decidió dedicar su vida y talento a Dios.

### Reflection Music Group (2008–2010)
Johnson cofundó Reflection Music Group, entonces llamado Christ Like Entertainment, con su amigo Doc Watson, a quien conoció mientras trabajaba en un segundo mixtape, Transformers. Johnson lanzó su álbum debut The Blackout en 2008. Según DaSouth.com, el "enfoque presuntuoso y swagtastic" que Johnson adoptó en el álbum fue objeto de controversia en la comunidad cristiana de hip hop. Johnson se tomó un descanso del rap y fue desafiado e influenciado por un nuevo amigo, BJ, que conoció en su nueva iglesia en Memphis, Tennessee, y fue desafiado por el artista cristiano de hip-hop Lecrae. Johnson reflexionó que su primer álbum era principalmente sobre enemigos y lo bueno que era un maestro de ceremonias (MC), y estaba convencido de que debería haberse centrado más en Dios. En enero de 2010, Johnson lanzó el PSA mixtape, que considera su primera entrega completa de música cristiana "madura". Ese año, Johnson realizó el "Urban Missionary Tour" con Thi'sl, k-Drama y J'Son, incluida una parada en el Reino Unido. En preparación para su segundo álbum de estudio, Redemption, Johnson escribió un cortometraje autobiográfico titulado "Redemption", y fue lanzado como una película web en mayo. El álbum Redemption fue lanzado el 13 de julio de 2010, y alcanzó el puesto número 8 en los Billboard Top Gospel Albums y el número 31 en las listas de Top Christian Albums. Este lanzamiento fue seguido por un anuncio en agosto de que Johnson sería presentado como invitado especial en la gira 116 Clique "Unashamed 2010", que se realizó de octubre a noviembre. También en agosto, Johnson recibió una reseña en Jet y apareció en la portada del sitio web de la revista.

### Reach Records y cambio de nombre (2011–2013)
El 25 de enero de 2011, Reach Records anunció que había firmado a Johnson como una empresa conjunta con Reflection Music Group, y el mismo día Johnson lanzó el sencillo "116", con KB. El 8 de marzo, Johnson lanzó el mixtape PSA: Vol. 2. El 10 de julio, Johnson anunció el lanzamiento de una serie web de tres partes "Dying to Live" para promocionar su próximo álbum de estudio del mismo nombre. En los meses de agosto y octubre, PRo realizó una gira con 116 Clique como parte de la campaña "Man Up" del grupo. El 9 de agosto, Reach Records lanzó el juego web Altered Pro, un juego de zombis basado en el clásico Altered Beast de Sega. El álbum de estudio de larga duración, Dying to Live, fue lanzado el 23 de agosto. El álbum debutó en el #1 en la lista de álbumes cristianos, en el #2 en la lista de álbumes gospel, en el #7 en los álbumes independientes, #11 en la lista de álbumes de rap y en el número 66 en el Billboard 200. El álbum también fue el banner destacado en la página de inicio de iTunes, así como en los departamentos de Christian & Religious y Hip Hop / Rap. En septiembre, Johnson actuó en el Flavor Fest 2011, y el 27 de septiembre de 2011, se lanzó el álbum Man Up de 116 Clique. En octubre, Johnson fue incluido con Braille y 116 Clique como algunos de los artistas en iTunes Indie Spotlight para la música hip hop.
En febrero de 2012, Reflection Music Group anunció la formación del grupo de hip-hop R.M.G., formado por los artistas PRo, Canon, Tony Tillman (anteriormente conocido como Brothatone) y Chad Jones (anteriormente conocido como Conviction). Con este anuncio llegó el lanzamiento del sencillo debut de RMG "Geeked Up" el 21 de febrero. El 21 de marzo, el grupo lanzó una película documental en línea titulada "Welcome to the Family Documentary" en preparación para su álbum debut Welcome to the Family, que fue lanzado el 27 de marzo.
El 17 de marzo de 2012, Johnson actuó en el festival South by Southwest 2012 como parte del elenco de Reach Records junto con Lecrae, Trip Lee, Tedashii, Andy Mineo y KB. El 6 de agosto de 2012, Johnson reveló la portada de su próximo mixtape, PSA Vol. 3: ¿Who Is Derek Minor?, y con eso reveló que había cambiado su nombre artístico de PRo a Derek Minor. De octubre a noviembre, Johnson estuvo de gira con 116 Clique en la gira "Unashamed 2012: Come Alive". El 8 de noviembre de 2012, South by Southwest anunció que Reach Records volvería a presentar un show con toda su lista, incluido Derek Minor, en 2013.
En una entrevista con Rapzilla el 5 de mayo de 2013, Kyle Dettman, director de video de Reach Records, reveló que Reach Records está preparando material promocional para el próximo álbum de Derek Minor, Minorville. El 6 de junio de 2013, Minor lanzó un video de la letra de un sencillo de Minorville, "Dear Mr. Christian" con Dee-1 y Lecrae, seguido de un lanzamiento real del sencillo al día siguiente. Más tarde, el 21 de junio, Reach Records lanzó la portada del álbum para Minorville mediante un video que muestra el proceso de creación de la portada del álbum, y también anunció la fecha de lanzamiento, 10 de septiembre de 2013. La promoción del álbum continuó el 2 de julio, cuando Minor se retiró un video teaser para una canción llamada "In God We Trust" con Thi'sl. El álbum debutó en el número 40 en el Billboard 200, en el número 1 en la lista de álbumes Gospel, en el número 2 en la lista de álbumes cristianos, en el número 6 en la lista de álbumes independientes y en el número 6 en la lista de álbumes de rap. Ha sido su mejor álbum hasta la fecha.
El 18 de marzo de 2014, Rapzilla anunció que Derek Minor se había separado de Reach Records, ya que su contrato de dos álbumes con Reach había expirado. Minor fue citado, "He crecido como artista, dueño de negocios y hombre. La belleza de la relación que hemos establecido es que el negocio no era su agenda principal y estoy emocionado de ver lo que depara el futuro para ambos RMG y Reach".

### Ruta independiente y ofertas de distribución (2014-presente)
En octubre de 2014, en los Dove Awards, anunció que su quinto álbum se titulará Empire y se lanzará en el primer trimestre de 2015. El 22 de octubre de 2014, se anunció que Derek Minor había firmado un acuerdo de distribución con Entertainment One. El primer sencillo del álbum "Who You Know" fue lanzado el 14 de noviembre de 2014. El segundo sencillo "Party People" con Social Club fue lanzado el 9 de diciembre de 2014. Empire fue lanzado el 27 de enero de 2015. El álbum debutó en No. 54 en el Billboard 200.
El 29 de julio de 2016, anunció que lanzaría su sexto álbum de estudio, Reflection, el 14 de octubre de 2016. Unos días más tarde lanzó un EP gratuito, 1014, para aquellos que pre-ordenaron el álbum. Reflection debutó en el #7 en la lista de álbumes cristianos de Billboard, en el #5 en la lista de álbumes de rap y en el #15 en la lista de álbumes independientes. Su video musical para el álbum Reflection, "Before I'm Gone" contó con B.J. the Chicago Kid, estrenado en Billboard.com. El visual de "Look at Me Now" se estrenó en BET.com.
En febrero de 2017, su canción "Change the World" con Hollyn alcanzó el número 1 en la lista Hot AC / CHR de Billboard. Ese mismo mes, Minor se embarcó en el Rock and Worship Roadshow con Steven Curtis Chapman, Francesca Battistelli, Rend Collective, Passion y otros. En la primavera de 2017, la transmisión de los Premios We Love Christian Music, el álbum Minor's Reflection recibió el honor de Álbum Rap / Urbano del Año.
A mediados de 2017, Minor estrenó el sencillo independiente "Fresh Prince" en HipHopSince1987.
Su próxima entrega de música fue la serie Up and Away, que presentó cuatro proyectos: los EP Your Soul Must Fly y High Above, que se lanzaron a fines de 2017, y dos álbumes The Trap y By Any Means, que fueron lanzado en 2018. Los títulos forman una oración, "Your soul must fly high above the trap by any means" (traducido, Tu alma debe volar por encima de la trampa por cualquier medio").

## Discografía
- The Blackout (2008)
- Redemption (2010)
- Dying to Live (2011)
- Minorville (2013)
- Empire (2015)
- Reflection (2016)
- Your Soul Must Fly (2017)
- The Trap (2018)

### Series web
| Año  | Programa      | Crédito         | Notas             |
| ---- | ------------- | --------------- | ----------------- |
| 2011 | Dying to live | Escritor, actor | Serie promocional |

### Videojuegos
| Año  | Título      | Función  | Notas    |
| ---- | ----------- | -------- | -------- |
| 2011 | Altered Pro | Él mismo | Sólo voz |

## Premios y nominaciones

### GMA Dove Awards
| Año  | Trabajo nominado                              | Nominación                            | Resultado | Ref.   |
| ---- | --------------------------------------------- | ------------------------------------- | --------- | ------ |
| 2014 | "Dear Mr. Christian" (junto a Dee-1 y Lecrae) | Rap/Hip Hop Recorded Song of the Year | Nominado  | [ 48 ] |
| 2014 | Minorville                                    | Rap/Hip Hop Album of the Year         | Ganador   | [ 48 ] |
| 2016 | "No Quit"                                     | Rap/Hip Hop Recorded Song of the Year | Nominado  | [ 49 ] |

### Premios Grammy
| Year | Trabajo                  | Award             | Result  | Ref.   |
| ---- | ------------------------ | ----------------- | ------- | ------ |
| 2013 | Gravity (como productor) | Best Gospel Album | Ganador | [ 50 ] |

### Stellar Awards
| Año  | Trabajo nominado         | Nominación                        | Resultado | Ref.   |
| ---- | ------------------------ | --------------------------------- | --------- | ------ |
| 2015 | Anomaly (como productor) | Rap Hip Hop Gospel CD of the Year | Ganador   | [ 51 ] |
| 2016 | Empire                   | Rap Hip Hop Gospel CD of the Year | Ganador   | [ 52 ] |